# 双生 (电影)
《双生》（英語：The Twins），是一部于2019年上映的中国青春悬疑爱情电影。金世镐导演，由刘昊然、陈都灵领衔主演，2019年5月18日于中国大陆上映。

## 剧情
艺术学校学生李品，在一次偶然的机遇下获得了一份为期一个月的兼职工作，工作内容是为马上迎来自己生日的女孩涛画肖像画，为此他来到了一处偏僻的豪宅。素不相识的两位年轻人因此结缘，一段青春的邂逅就此展开，然而在朝夕相处的过程中，李品逐渐发现了这栋房子里似乎还隐藏着一些不为人知的秘密，而他与涛之间的关系也逐渐变得微妙起来。

## 角色

### 主要演员
| 演员姓名 | 角色名称 | 介绍 |
| 刘昊然   | 李品     | 艺术学校学生，在一次偶然的机遇下获得了一份为期一个月的兼职工作，工作内容是为马上迎来自己生日的女孩涛画肖像画，为此他来到了一处偏僻的豪宅。然而在朝夕相处的过程中，李品逐渐发现了这栋房子里似乎还隐藏着一些不为人知的秘密，而他与涛之间的关系也逐渐变得微妙起来。                     |
| 陈都灵   | 涛       | 輪椅少女，與烙是一對連體姐妹，在即將迎來自己生日的時候，一次機遇下與李品相遇，並為此讓李品給自己畫一幅畫，而在接觸的過程中濤逐漸的愛上了他。在和姐姐到了必須要做分離手術的時候，因為只有一顆心臟，所以只有一個人可以活下來。於是兩人約定，誰能贏得李品的愛情，誰就擁有活下來的權力。 |
| 陳都靈   | 烙       | 濤的姐姐，與濤其實是一對連體姐妹，每天濤和李品相處的時候，烙就藏在濤的輪椅背後的罩子，她也同樣喜歡著李品，但因在一次車禍中父母喪生，讓她和妹妹濤的性格截然不同，霸道無理。最後，當烙沒成為被李品選中的人時候，她開始發狂，並把李品撞飛。                                             |

### 其他演员
| 演员姓名 | 角色名称        | 介绍 |
| 赵芮     | 貞女            |      |
| 龔應恬   | 醫生            |      |
| 劉慧雯   | 童年 濤/烙      |      |
| 張瑞宇   | 童年 李品       |      |
| 國傾城   | 童年 濤/烙 替身 |      |
| 江雯晴   | 濤/烙 替身      |      |